# Fofo
Fofo é uma marca brasileira de amaciante, pertencente à multinacional Unilever. Desde ao menos a década de 1980, era uma das marcas líderes em seu segmento no país. Uma de suas maiores concorrentes, no entanto, é a Comfort, marca que na realidade é da mesma empresa proprietária, Unilever. Por isso, a concorrência entre ambas é apontada como um exemplo de falsa concorrência.
Em 2010, foi lançado o Fofo Concentrado, um investimento de 19 milhões de reais.